# Mattias Andersson (racerförare)
Mattias Andersson, född 9 maj 1973 i Åtvidaberg, är en svensk racerförare och expertkommentator på Eurosport och Viaplay. Han och hans far driver även en gokart-hall i Linköping.

## Racingkarriär

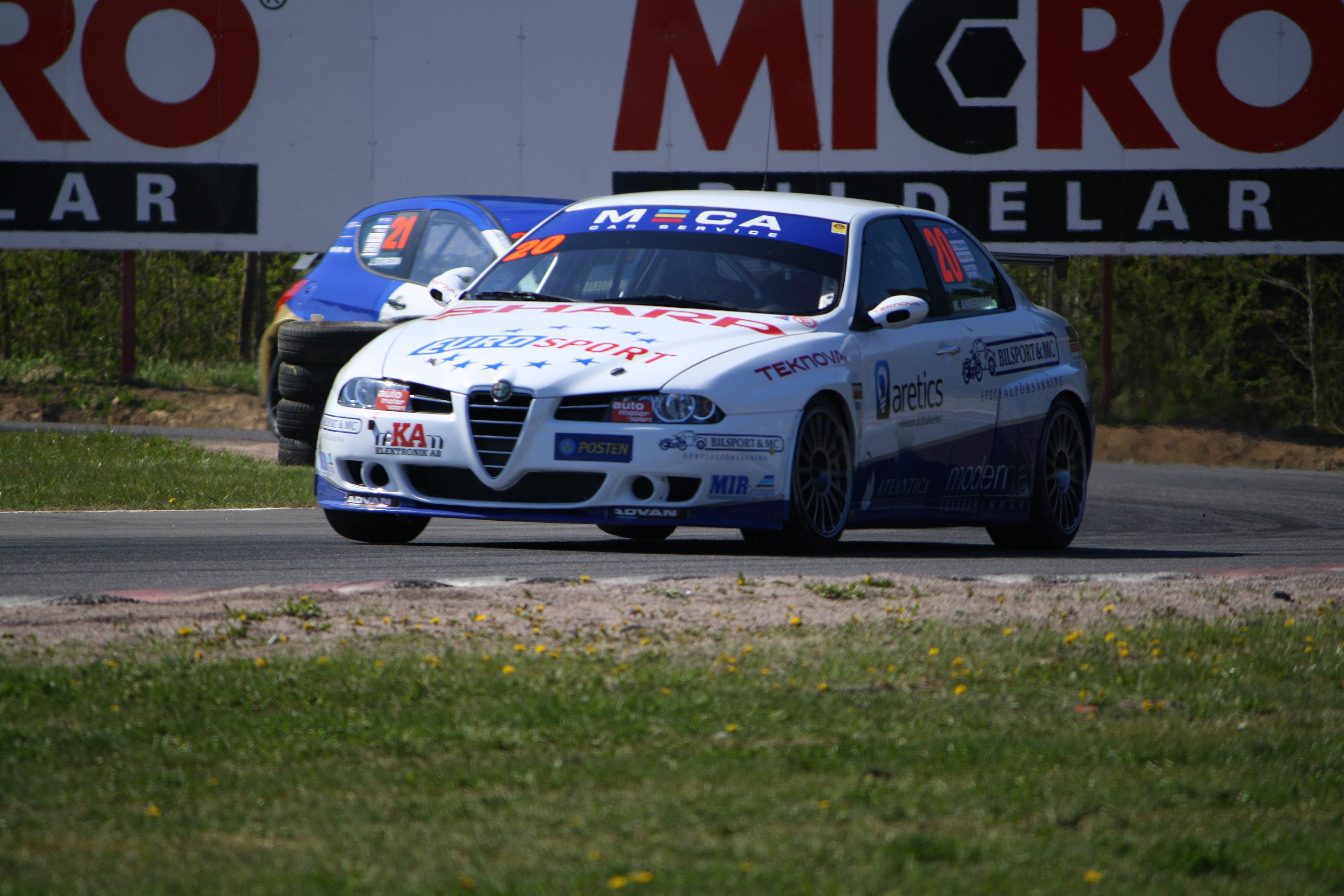
Mattias Andersson på Mantorp Park i Swedish Touring Car Championship 2009.

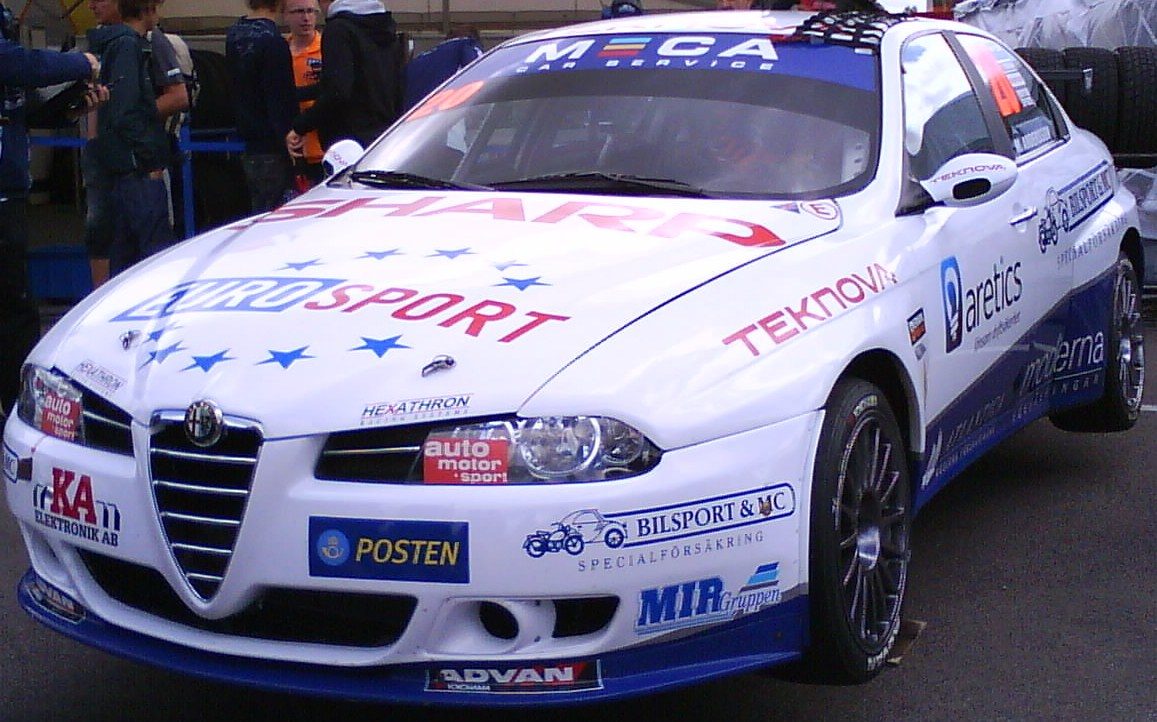
Mattias Anderssons Alfa Romeo 156 GTA i Swedish Touring Car Championship 2009.

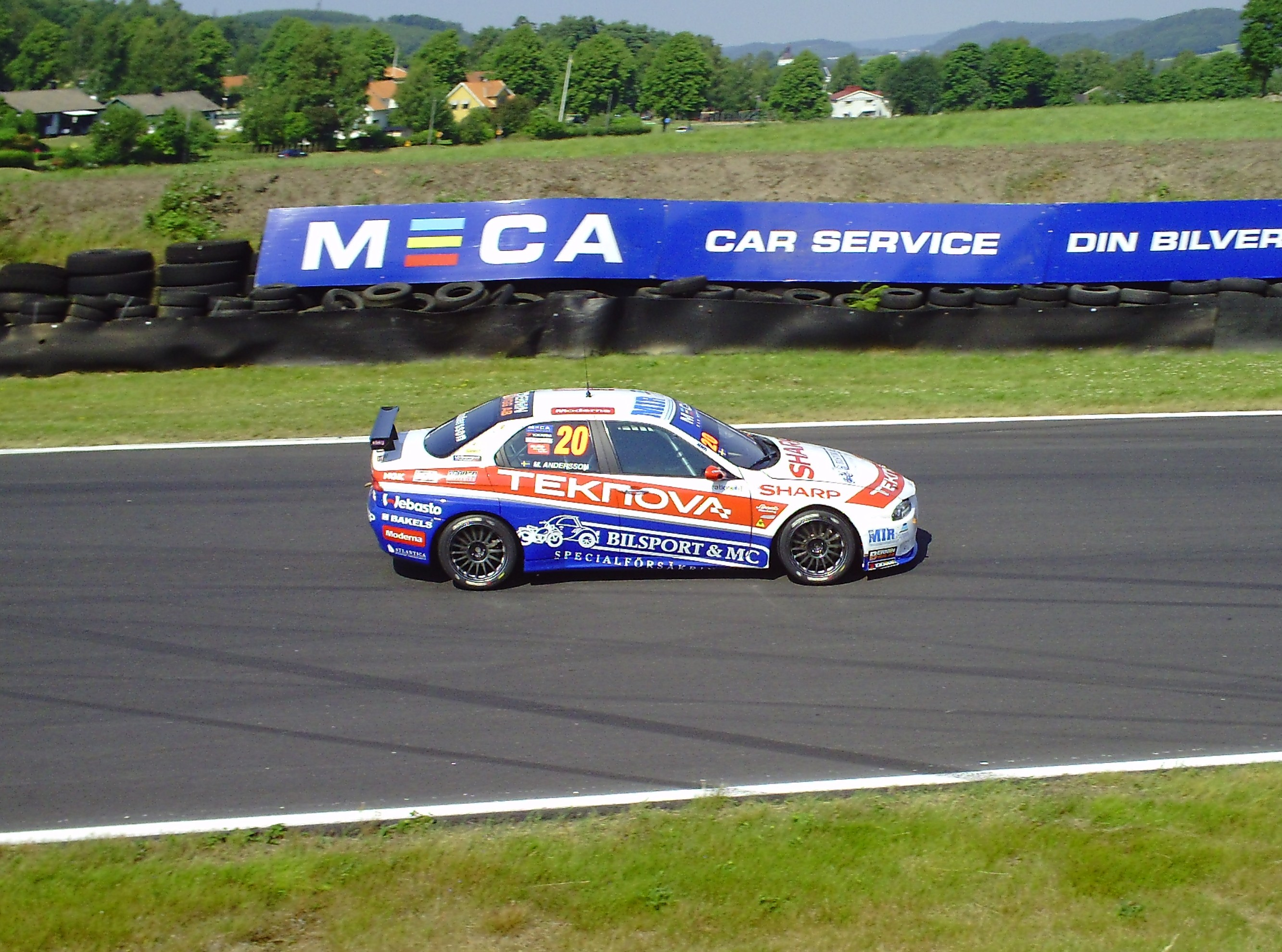
Mattias Andersson på Falkenbergs Motorbana i Swedish Touring Car Championship 2010.

Andersson har tävlat i flera olika discipliner inom banracingen, bland annat Indy Lights och Renault Sport Clio Trophy. Han kör nu en Alfa Romeo 156 GTA i Swedish Touring Car Championship för sitt eget team MA:GP. 2010 tog han sina två första segrar där, vilka kom i det andra racet på Ring Knutstorp respektive det första racet på Mantorp Park. Han tog även sin första pole position. Totalplaceringen, en fjärdeplats, blev också hans bästa någonsin.
| År                                               | Klass/Mästerskap                       | Team                                                             | Bil                    | Totalt/poäng | Bästa placering                |  |
| ------------------------------------------------ | -------------------------------------- | ---------------------------------------------------------------- | ---------------------- | ------------ | ------------------------------ |  |
| 1991                                             | Formula Opel Lotus Scandinavia         | ?                                                                | Reynard (Opel)         | 8:a/28p      | ?                              |  |
| 1992                                             | Formula Opel Lotus Scandinavia         | ?                                                                | ?                      | 2:a/112p     | ?                              |  |
| 1992                                             | Formula Opel Lotus Nations Cup         | Team Sweden                                                      | ?                      | 10:a         | ?                              |  |
| 1993                                             | Formula 3 Nordic                       | ?                                                                | Ralt RT35 (Volkswagen) | 2:a/74p      | Två segrar                     |  |
| 1993                                             | Formula 3 Sweden                       | ?                                                                | Ralt RT35 (Volkswagen) | 3:a/70p      | 1:a på ?                       |  |
| 1994                                             | Renault Clio Cup Scandinavia           | ?                                                                | Reynard FOL (Opel)     | 6:a/75p      | ?                              |  |
| 1995                                             | Barber Dodge Pro Series                | ?                                                                | ?                      | 6:a/99p      | 2:a på ?                       |  |
| 1996                                             | PPG/Firestone Indy Lights Championship | ?                                                                | ?                      | -/0p         | 13:e på Long Beach (Race 2)    |  |
| 1997                                             | KOOL Toyota Atlantic Championship      | BRS Motorsport                                                   | Ralt RT41 (Toyota)     | 38:a/1p      | ?                              |  |
| 1997                                             | Barber Dodge Pro Series                | ?                                                                | ?                      | ?            | ?                              |  |
| 1998                                             | Indy Lights                            | Brian Stewart Racing                                             | ?                      | 25:a/5p      | 7:a på Long Beach (Race 2)     |  |
| 1999                                             | Renault Sport Clio Trophy              | ?                                                                | Renault Sport Clio     | 15:e/28p     | Två sjätteplatser              |  |
| 2000                                             | Renault Sport Clio Trophy              | ?                                                                | Renault Sport Clio     | 2:a/116p     | Två tredjeplatser              |  |
| 2000                                             | Renault Sport Clio Trophy Germany      | ?                                                                | Renault Sport Clio     | ?/?p         | 1:a på Oschersleben            |  |
| 2000                                             | 24h Nürburgring Nordschleife           | Momo Renault Sport Clio - BMW Motorsport Dealership Team Finland | Renault Sport Clio     | Bröt         | Bröt                           |  |
| 2000                                             | Nürburgring 4-timmars                  | ?                                                                | BMW M3                 | Bröt         | Bröt                           |  |
| 2001                                             | Swedish Touring Car Championship       | Picko Troberg Racing                                             | Vauxhall Vectra 16V    | 7:a/94p      | 2:a på Jyllandsringen (Race 2) |  |
| 2001                                             | VLN Langstreckenmeisterschaft          | ?                                                                | BMW M3 GTR             | -/0p         | 1:a på Nürburgring             |  |
| 2001                                             | Nürburgring 4-timmars                  | ?                                                                | BMW M3 GTR             | 1:a          | 1:a                            |  |
| 2001                                             | Renault Sport Clio Trophy              | ?                                                                | Renault Sport Clio     | 13:e/24p     | 2:a på Monza                   |  |
| 2001                                             | Kinnekulle 3-timmars                   | ?                                                                | Saab 93 Turbo          | Bröt         | Bröt                           |  |
| 2002                                             | Swedish Touring Car Championship       | Opel Team Sweden                                                 | Opel Vectra 16V        | 9:a/79p      | Två tredjeplatser              |  |
| 2002                                             | FIA Sportscar Championship - Class SR2 | SRTS                                                             | Lola B2K/40 (Nissan)   | 10:a/36p     | Tre tredjeplatser              |  |
| 2003                                             | Swedish Touring Car Championship       | WestCoast Racing                                                 | BMW 320i               | 13:e/93p     | 2:a i Falkenberg (Race 2)      |  |
| 2003                                             | European Touring Car Championship      | ?                                                                | Alfa Romeo 156         | -/0p         | 15:e i Anderstorp (Race 2)     |  |
| 2004                                             | Swedish Touring Car Championship       | Team Italienska Bil                                              | Alfa Romeo 156 GTA     | 10:a/59p     | 3:a i Falkenberg (Race 2)      |  |
| 2005                                             | Swedish Touring Car Championship       | Team Italienska Bil                                              | Alfa Romeo 156 GTA     | 12:a/25p     | 6:a i Karlskoga                |  |
| 2006                                             | Swedish Touring Car Championship       | Team caWalli Motorsport                                          | Alfa Romeo 156 GTA     | 14:e/4p      | 6:a i Falkenberg               |  |
| 2006                                             | European Touring Car Cup - Super 2000  | MA:GP/Team caWalli                                               | Alfa Romeo 156         | 8:a/5p       | 6:a på Estoril (Race 2)        |  |
| 2007                                             | Swedish Touring Car Championship       | MA:GP                                                            | Alfa Romeo 156 GTA     | 10:a/19p     | 3:a på Knutstorp               |  |
| 2008                                             | Swedish Touring Car Championship       | MA:GP                                                            | Alfa Romeo 156 GTA     | 11:a/17p     | 2:a på Sturup                  |  |
| 2009                                             | Swedish Touring Car Championship       | MA:GP/IPS Motorsport                                             | Alfa Romeo 156 GTA     | 5:a/56p      | Två andraplatser               |  |
| 2010                                             | Swedish Touring Car Championship       | MA:GP/IPS Motorsport/Bilsport & MC                               | Alfa Romeo 156 GTA     | 4:a/181p     | Två segrar                     |  |
| 2010                                             | Scandinavian Touring Car Cup           | MA:GP/IPS Motorsport/Bilsport & MC                               | Alfa Romeo 156 GTA     | 9:a/45p      | 2:a i Göteborg (Race 1)        |  |
| Senast uppdaterad: 2010-10-06 (5202 dagar sedan) |                                        |                                                                  |                        |              |                                |  |